# Emma Bell

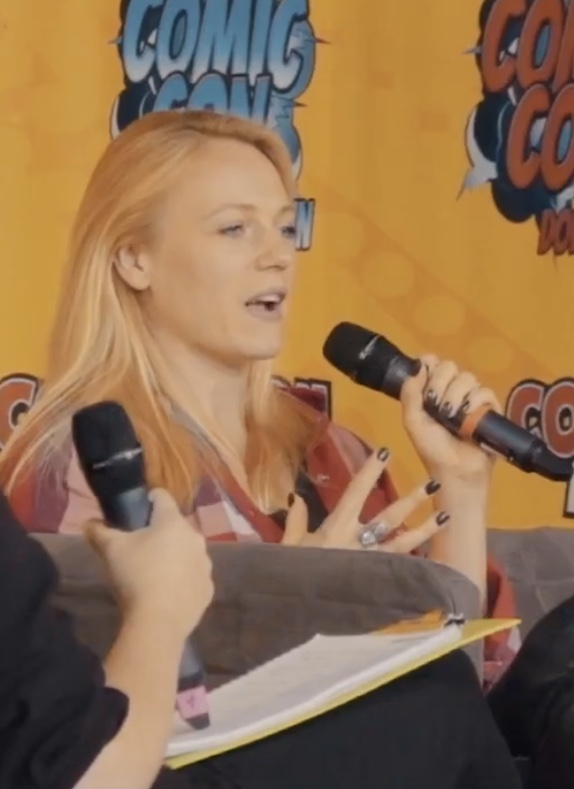
Emma Bell (2018)

Emma Jean Bell (* 17. Dezember 1986 in Woodstown, New Jersey) ist eine US-amerikanische Schauspielerin, die vor allem durch ihre Rolle der Amy in der Fernsehserie The Walking Dead bekannt ist.

## Leben
Emma Bell hatte mehrere Serien- wie Filmauftritte, so zum Beispiel in Fernsehserien wie Supernatural, Law & Order oder Third Watch – Einsatz am Limit.

## Filmografie (Auswahl)

### Filme
- 2007: Gracie
- 2008: Death in Love
- 2010: Frozen – Eiskalter Abgrund (Frozen)
- 2010: Hatchet II
- 2011: Final Destination 5
- 2013: Life Inside Out
- 2014: Bipolar
- 2015: See You in Valhalla
- 2016: A Quiet Passion
- 2016: The Good Ones (Kurzfilm)
- 2017: Different Flowers
- 2019: Plus One
- 2019: Deviant Love
- 2020: The Argument
- 2021: Why?

### Serien
- 2004: Third Watch – Einsatz am Limit (Third Watch, Episode 6x09)
- 2004, 2014: Law & Order: Special Victims Unit (2 Episoden)
- 2007: Law & Order (Episode 17x13)
- 2009: Ghost Whisperer – Stimmen aus dem Jenseits (Ghost Whisperer, Episode 4x13)
- 2009: Dollhouse (Episode 1x08)
- 2009: Supernatural (Episode 5x03)
- 2010, 2012: The Walking Dead (6 Episoden)
- 2012: Arrow (Episode 1x02)
- 2013–2014: Dallas (29 Episoden)
- 2016: Rizzoli & Isles (Episode 7x03)
- 2016–2017: Relationship Status (7 Episoden)
- 2017: American Horror Story (Episode 6x10)
- 2017: Designated Survivor (Episode 2x10)
- 2017: Kevin (Probably) Saves the World (Episode 1x03)
- 2017: Flip the Script (Episode 1x04)
- 2018: Lucifer (Episode 3x23)
- 2019: Navy CIS (NCIS, Episode 17x08)